# Пугинский, Борис Иванович
Борис Иванович Пугинский (26 января 1941, Елец — 11 января 2025, Москва) — советский и российский правовед, специалист по коммерческому праву, доктор юридических наук. Заведующий кафедрой коммерческого права и основ правоведения юридического факультета МГУ (1992—2013), заслуженный профессор МГУ (2010). Адвокат, один из основателей адвокатского бюро «Егоров, Пугинский, Афанасьев и партнёры». Заслуженный юрист РСФСР (1987).

## Биография
Сын военного и учительницы физики.
В 1960 году поступил на юридический факультет МГУ. Также слушал курс общей психологии А. Н. Леонтьева, посещал лекции по сценическому искусству в Высшем театральном училище имени Щукина. В 1963 году стал участвовать в работе Московского методологического кружка.
В 1965 году с отличием окончил юридический факультет МГУ и продолжил учебу на двухгодичном переводческом факультете Московского института иностранных языков (немецкий язык). Одновременно работал юрисконсультом Министерства торговли СССР.
С 1968 года работал в Государственном арбитраже при Совете министров РСФСР, занимая последовательно должности государственного арбитра, начальника отдела, члена коллегии Госарбитража. Заместитель главного государственного арбитра РСФСР (1979—1992).
В 1974 году в Московском институте народного хозяйства имени Г. В. Плеханова защитил диссертацию на тему «Договор поставки и хозрасчетные интересы его участников» на соискание степени кандидата юридических наук.
С 1974 года начал вести преподавательскую работу на юридическом факультете МГУ, читал курсы лекций по гражданскому праву, хозяйственному праву, вел ряд спецкурсов, в том числе спецкурсы «Применение гражданско-правовых средств» и «Правовая работа в народном хозяйстве».
В 1985 году на юридическом факультете МГУ защитил диссертацию на тему «Основные проблемы теории гражданско-правовых средств» на соискание степени доктора юридических наук.
В 1991 году стал членом Экспертного совета при председателе Правительства РСФСР.
С 1992 года — профессор юридического факультета МГУ, в 1992—2013 годах — заведующий кафедрой коммерческого права и основ правоведения факультета, образованной по инициативе Пугинского на базе кафедры основ советского права и методики правового воспитания. По словам В. А. Томсинова, под руководством профессора Пугинского кафедра стала ведущим центром науки коммерческого права в России. В литературе ученый характеризуется как основоположник научной школы российской коммерциалистики.
В 1993 году Пугинский совместно с профессором кафедры гражданского права юридического факультета СПбГУ Н. Д. Егоровым и сотрудником американской юридической фирмы Wolf, Block, Schorr & Solis-Cohen Д. О. Афанасьевым учредил адвокатское бюро «Егоров, Пугинский, Афанасьев и партнёры», возглавив его московский офис. Адвокат Адвокатской палаты города Москвы.
В 1995 году принимал участие в подготовке проекта Гражданского кодекса Российской Федерации (глава о купле-продаже).
Входил в состав научно-консультативного совета при Высшем арбитражном суде Российской Федерации (административно-правовая секция).
Умер 11 января 2025 года в Москве в возрасте 83 лет.

## Работы
Б. И. Пугинский является автором более 250 работ, затрагивающих проблемы договорного права, теорию правовых средств, российское коммерческое право, в том числе:
- учебники «Коммерческое право России» (1998, 2000, 2003, 2005, 2008, 2012), «Правовая работа» (2013);
- монографии «Договор поставки и план реализации» (1975), «Правовые средства обеспечения эффективности производства» (1980), «Гражданско-правовые средства в хозяйственных отношениях» (1984), «Правовая экономика: проблемы становления» (1991, в соавторстве с Д. Н. Сафиуллиным), «Теория и практика договорного регулирования» (2008).

Один из соавторов двухтомного учебника по гражданскому праву под редакцией Е. А. Суханова (1993). Совместно с другими сотрудниками кафедры коммерческого права юридического факультета МГУ перевел с английского языка Принципы европейского договорного права.

## Награды и звания
- заслуженный юрист РСФСР (1987)[9];
- заслуженный профессор МГУ (2010)[18];
- медали «За доблестный труд» и «Ветеран труда»[19];
- премия «Лучшие книги года» за книгу «Теория и практика договорного регулирования» (2008)[20];
- премия «Юрист года» в номинации «Правозащитная деятельность» (2016)[19].